# Saša Starović
Saša Starović, cirill: Саша Старовић (Trebinje, 1988. október 19. –) Európa-bajnok szerb röplabdázó. Nővére Sanja Starović szerb válogatott röplabdázó.

## Pályafutása

### Klubcsapatban
2005–06-ban az OK Gacko, 2006 és 2009 között a montenegrói Budvanska Rivijera Budva, 2009–10-ben az orosz Ural Ufa röplabdázója volt. 2010 és 2017 között Olaszországban játszott. 2010–11-ben az Andreoli Latina, 2011–12-ben az Umbria Volley, 2012 és 2014 között a Lube Banca Macerata, 2014–15-ben ismét az Andreoli Latina, 2015–16-ban a Calzedonia Verona, 2016–17-ben a Revivre Milano játékosa volt. A Lube csapatával egy olasz bajnoki címet, a Veronával CEV Challenge Cup-ot nyert.
2017-ben a görög PAÓK, 2017–18-ban ismét a Latina, 2018–19-ben az orosz Jaroszlavics Jaroszlavl, 2019–20-ban a Panathinaikósz csapatában szerepelt. 2020 óta a francia Tourcoing játékosa.

### A válogatottban
2007 és 2015 között szerepelt a szerb válogatottban. Részt vett a 2008-as pekingi és a 2012-es londoni olimpián, ahol ötödik illetve kilencedik helyezést ért el a csapattal. 2010-ben világbajnoki bronzérmes, 2011-ben Európa-bajnok lett a válogatott csapattal. Ezenkívül két Európa-bajnoki bronz-, továbbá három világliga ezüst- és egy bronzérmet szerzett.

## Sikerei, díjai
Szerbia
- Világbajnokság
  - bronzérmes: 2010, Olaszország
- Európa-bajnokság
  - aranyérmes: 2011
  - bronzérmes (2): 2007, 2013
- Világliga
  - ezüstérmes (3): 2008, 2009, 2015
  - bronzérmes: 2010

 Lube
- Olasz bajnokság
  - bajnok: 2013–14

 Verona
- CEV Challenge Cup
  - győztes: 2015–16

 PAÓK
- Görög bajnokság
  - bajnok: 2016–17